# Resolució 2056 del Consell de Seguretat de les Nacions Unides
La Resolució 2056 del Consell de Seguretat de les Nacions Unides fou adoptada per unanimitat el 5 de juliol de 2012. Observant el deteriorament de la situació humanitària al Sahel a causa de la proliferació de segrests o presa d'ostatges per terroristes i grups armats, el Consell va condemnar el cop d'estat contra el govern elegit democràticament de Mali per membres de l'exèrcit de Mali el 22 de març de 2012 i va demanar un full de ruta pel restabliment de l'ordre constitucional al país. El Consell també va condemnar durament la destrucció de llocs sagrats, històrics i culturals, reconeguts o no reconeguts per la UNESCO, a Timbuctu i altres indrets.

## Resolució
El consell va lloar la mediació de la Unió Africana i de la Comunitat Econòmica dels Estats de l'Àfrica Occidental en l'acord marc per restaurar l'ordre constitucional a Mali signat el 6 d'abril de 2012. El Consell també va rebutjar categòricament la proclamació unilateral d'independència d'Azawad per part del MNLA i va condemnar els atacs dels rebels contra l'exèrcit i la població.
El Consell va demanar a tots els interessats de Malí que permetessin a les autoritats de transició dur a terme les seves funcions i tornar a l'ordre constitucional. El Consell Nacional per a la Restauració de la Democràcia i l'Estat no era reconegut per l'ECOWAS i el Consell de Seguretat va decidir que s'hagués d'abolir. Fou durament condemnat l'atac al president interí Dioncounda Traoré el 21 de maig de 2012, i es va exigir que pogués tornar de manera segura a Bamako el més aviat possible. Alhora, reclamava una reforma de la policia i l'exèrcit i convocatòria d'eleccions presidencials en 2013.
Alhora reclamava la fi de les hostilitats al nord del país, donant suport a la integritat territorial del Mali i els esforços de les autoritats de transició, la CEDEAO i la Unió Africana per cercar una solució pacífica. Es va cridar a totes parts a respectar els drets humans i a protegir els monuments històrics de Mali. També s'examinaria la petició de la CEDEAO i la UA d'enviar una força d'estabilització per salvaguardar la integritat territorial de Mali.
El Consell també va reiterar la seva condemna a Al Qaeda per la mort de civils innocents, la devastació i el soscavament de l'estabilitat al nord de Mali i el Sahel. Es va instar als grups rebels a no involucrar-se amb ells i lluitar contra l'amenaça dels grups terroristes. Es va demanar als Estats membres que actuessin contra la proliferació d'armes i manpads a la regió del Sahel i combatessin el contraban d'armes, vehicles, combustible i altre equipament que anava a mans d'Al-Qaeda.